# SKB (銃器メーカー)
SKB(エスケービー)とは、日本の散弾銃・装弾製造企業および、そのブランド名である。

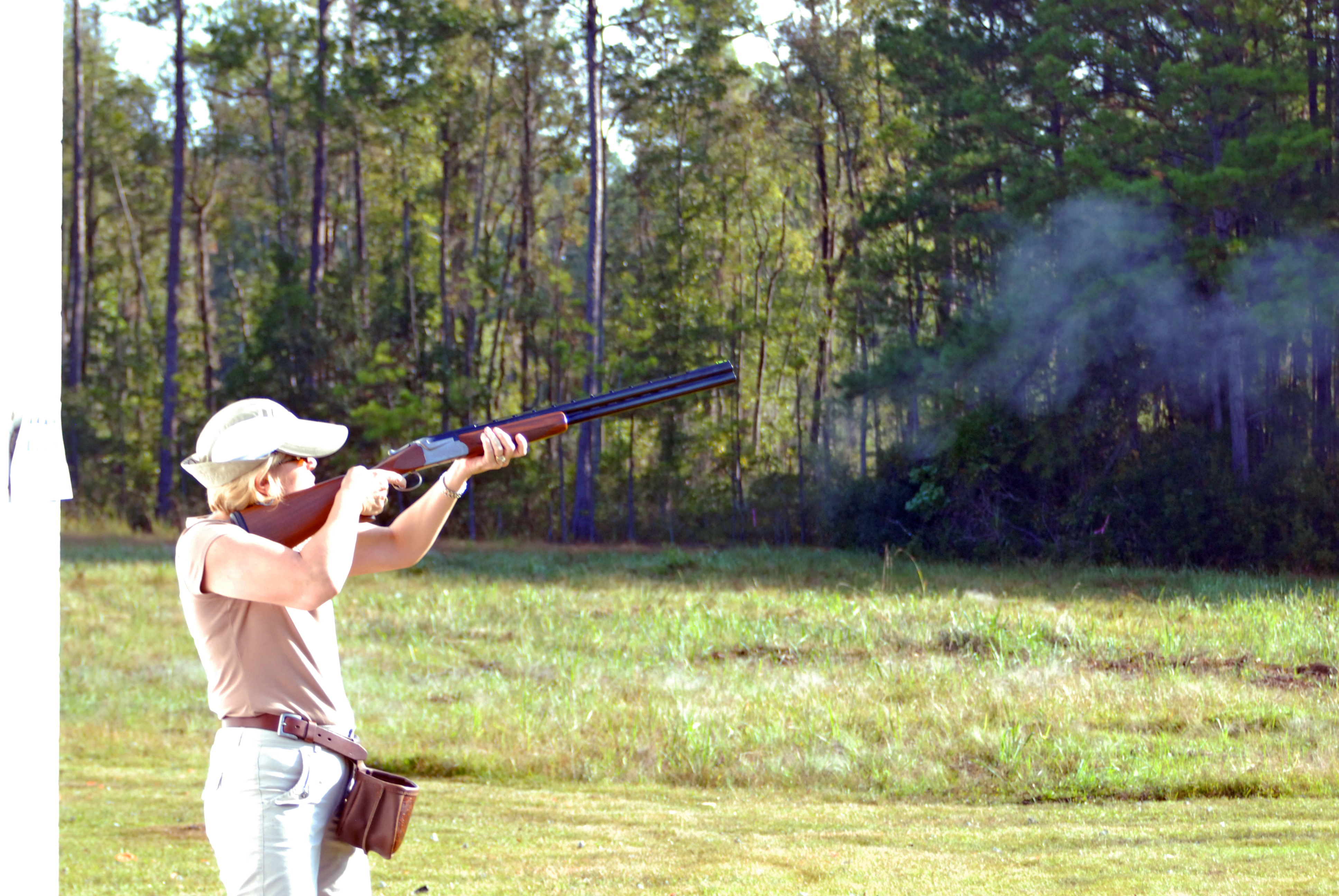
米国ジョージア州フォート・スチュワートのアメリカ陸軍基地内のクレー射撃競技会にて、新SKB M5000シリーズでスキート射撃に興じる女性射手。撃鉄に松葉バネを用いた新SKB製上下二連銃はスキート競技者に広く支持された。

## 概要

### 前身(1855年-1961年)
SKBの原点は、江戸時代の1849年(弘化3年)に水戸藩士であった阪場志業(さかば-むねなり)こと立花順蔵(たちばな-じゅんぞう、1833年9月25日-1911年10月6日)が、同藩の鉄砲製作所である「神勢館」に入所、国友の鉄砲鍛冶である国友尚志に6年間師事し、1855年(嘉永7年)に同藩主徳川斉昭の命で同藩のお抱え鉄砲鍛冶に就任した事に端を発する。
阪場は明治維新後の1870年(明治3年)に茨城県友部町(現・笠間市)に移住し、阪場銃砲器の屋号で日本軍の軍用銃の製造および修理に従事、1883年(明治16年)、阪場は日本政府より民間向け銃器の製造販売の許可を取得し、軍用銃事業と平行して村田式散弾銃の製造販売も開始した。
日本の敗戦後の1949年(昭和24年)、阪場銃砲器は合資会社阪場銃砲製作所に商号変更し、翌1950年(昭和25年)より中折スプリング方式の空気銃、SKB M3及びSKB M53の製造で鉄砲製造に復帰。1951年(昭和26年)に企業組合阪場銃砲製造所に企業形態及び商号を変更、1955年(昭和30年)にボルトアクション方式で1発弾倉付き2連発のSKB M155及びポンプアクション方式5連発のSKB M355、1956年(昭和31年)に元折式水平二連散弾銃のSKB ローヤル、1959年(昭和34年)には上下二連散弾銃のSKB クラウンを発売し、販路を拡大していった。

### SKB工業(1961年-1980年)
1961年(昭和36年)、企業組合阪場銃砲製造所はエスケービー工業株式会社(SKB工業、旧SKBとも)として再編される。SKBとは創業者阪場志業のローマ字表記である「SaKaBa」にちなんだものである。1965年(昭和40年)に販売部門をエスケービー販売株式会社として分離すると共に英国のバーミンガム・スモール・アームズ(BSA)と代理店契約を締結し販路を欧州・アフリカへと拡大、同年にはロングリコイル(銃身後退式)で半自動式散弾銃へと参入するが、当初は回転不良など不具合も散見されたという。
SKB工業の転機が訪れるのは1966年(昭和41年)、三井物産の仲介で米国のイサカ・ガン・カンパニーと業務提携し、同社の半自動式散弾銃のOEMおよびライセンス生産を開始した事である。1968年(昭和43年)にはイサカのアンダーライセンスの下、内部機構に改良を加え信頼性を高めたSKB M300、1971年(昭和46年)にはやはりイサカのアンダーライセンスの下でガス圧作動方式のSKB M1300を相次いで発売。1970年代にはコンピュータ数値制御(CNC)工作機械を導入して製造規模をさらに拡大したが、総生産数の95%以上の販売を海外輸出に頼る外需依存の体質もこの時期に鮮明なものとなってしまった。1968年(昭和43年)にはクレー射撃場のSKB友部射撃場を開場、同年には旭化成と三井物産との共同出資で装弾の製造販売部門である旭エスケービー株式会社を設立、1971年(昭和46年)にはSKB成田射撃場も開業し、日本の銃器総合メーカーとしての地歩を確固たるものとしつつあった。
しかし同時期、米国ではニクソン・ショックにより日本円のドルペッグ制が終焉を迎え、変動相場制へ移行。イサカ-SKBの散弾銃も米国内での価格競争力の維持が難しくなり、同時にSKB側の収益性も年を追う毎に低下していく事となった。1960年代から1970年代に掛けては、日本市場で販売される散弾銃と米国市場へ輸出される散弾銃には極端な価格差が発生しない価格体系が維持されており、1ドルが360円固定であった1969年時点では、SKB A100オートは62,000円、イサカ-SKB M300オートは約140ドル(約5万円)であったが、1ドル約290円に円安が進行した1976年になると、イサカ-SKB XL300ガスオートの価格は約240ドルに上昇する。この間、競合商品のレミントンM1100プレーンバレルの米国内リテールプライスはインフレーションを反映して165ドル(1969年)から245ドル(1976年)へと推移しており、「低価格で高品質」を売りとしていたSKBの半自動散弾銃は、価格面では優位性が殆ど失われてしまった。
この時期のSKB工業の技術開発は半自動散弾銃に集中しており、米国の特許制度では1969年に半自動散弾銃をクレー射撃スキート競技に用いる事を強く意識したとみられる大型マズルブレーキ付スキートチョーク銃身、1971年にはM1300でも実際用いられた管状弾倉の外側にガスピストンを設けるガス圧作動機構の特許を取得した記録が残る。前者はフジ精機によるスキート競技用半自動散弾銃、フジ パーフェクトスキートの発売(1973年)よりも2年余りも先行しており、実際にスキート専用銃であるSKB スペシャルスキートも発売されている。変わったところでは1972年にゲームセンターなどの大型娯楽施設での運用を意識した電着銃による光線銃遊戯システムの特許取得の記録が残っており、SKB光線銃の名称で稼働された筐体のコントローラーは実際の上下二連銃に極めて近い外観であった為にプロップガンのベースとしても重宝されたという。
そんな中、1978年(昭和53年)11月にイサカは連邦破産法11条を申請して経営破綻。最大の市場である北米への販路とOEM先を一挙に失ったSKB工業は、三井物産との協業で1979年(昭和54年)にSKBブランドで北米市場への再参入(1984年まで)を図るが、1980年代初頭のアメリカ合衆国の不況の直撃を受け販売は低迷、同年にSKB工業も経営破綻した。昭和50年代中頃は金嬉老事件やあさま山荘事件、三菱銀行人質事件など銃器を用いた凶悪犯罪の多発による国産狩猟銃に対する風評被害、銃刀法や鳥獣保護法などの相次ぐ規制強化、そして円高不況により、日本国内市場も銃器の製造販売実績が一挙に低下し始め、SKB工業をはじめ多くの銃器メーカーが経営危機に直面していた時期でもあり、SKB工業と同年にウインチェスターの散弾銃のOEM元として知られた晃電社(ニッコー・アームズ)や、ウェザビーのポンプアクション及び半自動散弾銃のOEM元であったKTG工業も倒産している。

### 新SKB工業(1980年-2009年)
1980年(昭和55年)10月、旧SKB工業は茨城県笠間市近郊の地元企業の共同出資により、新エスケービー工業株式会社(新SKB工業、New SKBとも)として事業が継続が図られた。新SKBでは旧SKB工業時代のモデルの製造販売と共に、ミロクがOEM製造していたブローニング・オート5の部品製造の下請けも引き受けるが、収益体質はなかなか改善せず、1983年(昭和58年)の時点で経営権は茨城県で建設会社を運営する三浦家に買収された。旧SKB工業直営のクレー射撃場も連鎖的に経営危機に陥り、うちSKB成田射撃場は来場顧客の間で「成田射撃場を残す会」という有志団体が立ち上げられ、同会に経営権が引き継がれる形で存続、2004年(平成16年)に商号変更されるまでSKBの名跡が残される事になった。
新SKB工業の経営が立ち直っていくのは1984年(昭和59年)、ロイ・ウェザビー率いるウェザビーと業務提携し、同社の上下二連および半自動式散弾銃のOEM製造権を取得して以降で、1986年(昭和61年)には累計製造挺数100万挺を達成した。1987年(昭和62年)には米国ネブラスカ州オマハのガンズ・アンリミテッド(GU)社を通じてSKB Shotgunsブランドで北米再進出にも成功する。
その後2000年代までは銃器の輸出販売の他にも、ゴルフのパター製造も手掛けて堅調な経営を維持していたが、2004年(平成16年)にウェザビーとの業務提携が終了し、大きなOEM先を失った事で新SKBの業績は再び低下に転じた。2005年(平成17年)、SKBは阪場志業による創業より150周年を迎えてロシアや中東諸国にも販路を拡大していったが、この頃より国内市場を中心に新SKB工業の経営危機が噂されるようにもなっていたという。
最終的に新SKB工業の経営に止めを刺したのは、2008年(平成20年)に米国で始まったサブプライム住宅ローン危機に端を発する世界金融危機 (2007年-)であり、2009年(平成21年)9月11日に新SKB工業は業務停止に追い込まれた。負債総額は約8億円とされたが、米国GU社に拠れば負債そのものよりも世界各国に存在していた販売代理店より返品が相次いだ事で、高齢化が進んでいた旧経営陣や工員上層部が事業継続の意欲を失ってしまった事が事業停止の要因として大きかったとされており、結局2010年(平成22年)の世界景気の回復期を待たずして性急に廃業と工場閉鎖が決定されてしまったという。
新SKB工業の事業停止により、日本の散弾銃メーカーは事実上ミロク一社のみとなった。

### その後(2010年-)
旧・新SKB工業が保有していた資産のうち、散弾銃の補修部品の多くは日本国内で同社と大きな取引枠を有していた複数の銃砲店に確保されてアフターサービス体制の維持が図られた他、同社がかつて経営していたクレー射撃場のうち、最後に残っていたSKB友部射撃場も経営権が国内の銃砲店に移管されて閉鎖を免れた。
SKBの商標と旧・新SKB工業製散弾銃の在庫品、各モデルの設計図や部品構造図、製造ライセンス、文書資料類は米国GU社によって買収され、その後数年に渡り新SKB工業時代のモデルの製造再開を目指し、欧州の銃器メーカーを中心に受託製造先を求める交渉が行われたが、工作機械の新造や再整備、工員の再習熟などを要する新SKB工業の設計の引継ぎには多くのメーカーは難色を示し、仮に製造再開が実現したとしてもそれまでに要した初期投資費用の回収には困難が伴うと判断された事から、最終的に新SKB工業時代のモデルの復活製造案は断念された。SKB Shotgunsでは2008年から2011年(平成23年)までは旧・新SKB工業より買い取った在庫品の販売のみが行われ、2012年(平成24年)から2014年(平成26年)までは新銃の販売は事実上休止状態となっていたが、2015年(平成27年)からはOEM供給元としてトルコのアクダス社とアクス社の2社を選定、両者の散弾銃をバッジエンジニアリングする形でSKB Shotgunsブランドでの販売を再開する事となった。
2017年現在、日系散弾銃メーカーとしてのSKBは消滅したが、SKBの名跡自体は米国で残り続けている。日本国内への「輸入」は2017年時点では行われていないが、旧・新SKB工業時代には日本向けには販売されていなかった元折式単身銃や水平二連銃もラインナップされており、特に水平二連は日系資本時代にはついに発売には至らなかったサイドロックモデルを販売するなど、精力的なブランド展開が行われている。
一方、旭SKBは旭化成の子会社となっていた事から連鎖倒産は免れたものの、2016年末を以って民間向け装弾製造事業から撤退しており、旭化成の事業構成上も「猟用・競技用散弾の製造、販売」となっている事から、事実上廃業したものとみられる。しかし、新SKB工業および旭SKBの法人番号記録上は法人登記の抹消などの履歴は特に記載されておらず、事業廃止後も法人格そのものは2017年現在も引き続き存続しているものとみられる。

## 製造モデル

### 旧SKB・新SKB
旧SKB、新SKB共に海外市場では日本市場とはやや異なるモデル名を採用している場合が多く、日本では発売されなかったポンプアクション方式や、日本では昭和末頃には販売終了していた水平二連を交換チョークを採用しながら継続販売するなど、国内市場よりも精力的なラインナップ展開を行っていた。
なお、阪場銃砲時代に手掛けていた空気銃は、海外のコレクターの間では中折スプリング式のSKB M3はBSA モデルD、SKB M53はウェブリー MK.III、その後に製作されたアンダーレバー・マルチポンプ方式のSKB シルバーポンプも、シェリダン モデルAとの類似性がそれぞれ指摘されており、独自性の高さが評価されている散弾銃と比較して評価はそれほど高くはない。

### イサカ(1966-1977)
イサカとの協業時代に製造されたイサカブランドの散弾銃は、イサカ自ら「イサカ-SKB」と呼称してSKB工業との関係を前面に押し出していた。
- 水平二連
  - イサカ M100/M150 (ボックスロック（英語版）式、エジェクターなし。M150はビーバーテイル先台（英語版）)
  - イサカ M200E/M280 (ボックスロック式、二段ダボ、エジェクター付。M280はストレートグリップ銃床)
- 上下二連
  - イサカ M500/M600/M680/M700(ボックスロック式上下二連、ダブル・ロッキングシステム。M600はクレー射撃銃。M680はストレートグリップ銃床、M700はM600の高級仕上げ版)
- 元折単身
  - イサカ センチュリー/センチュリーII(米国で盛んなアメリカントラップ（英語版）競技銃。単身銃は通常は上下二連をベースに作られる事が多いが、イサカ-SKBは二段ダボ構造の水平二連をベースにしていた。)
- 半自動式
  - イサカ M300/M900(反動利用式5連発。M900はM300に金象嵌彫刻などを施した豪華版)
  - イサカ XL300/XL900(ガス圧利用式5連発。XL300が日本市場のSKB M1300、XL900がSKB M1900にそれぞれ相当する。)

### ウェザビー(1984-2004)
ウェザビーは1972年より日本の晃電社やKTG工業にOEM製造を行わせていたが、1980年に両社とも経営破綻した事で、1984年より新SKBが新たなOEM元として選定された。新SKBが製造を担当した2004年までのウェザビー上下二連の評価は非常に高く、ウェザビーが2007年にイタリアのファウスティ・ステファノ社のOEMで上下二連銃の販売を再開した際には、「D’Italia」のサブネームを付けて新SKB時代の同名モデルと明確に異なる事をアナウンスしなければならないほどであった。
- 上下二連
  - ウェザビー オリオン
  - ウェザビー アテナ

オリオン、アテナ共にボックスロック式の上下二連で、高級グレードはサイドプレートが装着された。同時期のウェザビーの水平二連銃にも同名のものが存在するが、新SKBは水平二連には携わっておらず、いずれもスペインのアボラ社によるものである。
- 半自動式
  - ウェザビー SAS

SAS(Semi Auto Shotgunの頭字語)は、KTG工業が1989年までOEM供給していたウェザビー M82の後継として、1999年にウェザビーが約10年ぶりに半自動散弾銃へ再参入した際に投入されたモデルで、ベースは新SKB M1300だが内部機構にOリングを多用し、2 3/4インチ及び3インチマグナム装弾までガス圧を自動調整する構造としたものである。新SKB工業では2002年まで製造され、それ以降はイタリアのヴァルトロ社にOEM元が切り替わり2007年まで製造されたが、名称が同じでも新SKB工業製とヴァルトロ社製は内部構造が全く異なる銃である。

### 旭SKB(1969-2016)
- 散弾実包（英語版）
  - アポロ(Apollo、狩猟用装弾。バード・バックショット（英語版）からスラッグ弾（英語版）、動物の鉛中毒（英語版）に対応した軟鉄やタングステンなどの非鉛散弾まで幅広いラインナップが存在した。1969年11月の友部工場操業当初からの主力商品で、本邦における廉価装弾の先駆けと評されていた[52]。)
  - ナイキ(Nike、クレー射撃用装弾。装薬量は24gから32gまで用意されていた。)
  - スリリング(Thrilling、クレー射撃用装弾。ナイキより安価な価格設定であった。)
  - アスカ(Aska、クレー射撃用装弾。ナイキより高級品の位置づけで、近年の国際大会を意識した24g装弾が中心であった。)
  - VIX(クレー射撃用装弾。旭SKBで最廉価の装弾。)
- 小銃実包
  - アポロ(.308ウィンチェスター弾、.30-06スプリングフィールド弾など。ライフル射撃練習用のフルメタルジャケット弾頭や、狩猟用のソフトポイント弾頭（英語版）、タングステンを用いた非鉛弾頭（英語版）などが存在した。)

なお、アポロ装弾の「アポロ」は旭SKB創業の翌年(1970年)に月着陸に成功したアポロ11号(アポロ計画)にあやかり名付けられたものである。クレー射撃用装弾としてのアポロ装弾は、晩年はナイキやアスカなどより高価な弾ではあったが、薬莢や銃用雷管など装弾の構成部品の全てが国産品という数少ない装弾であった。

## メーカーとしての特徴
SKBは銃器の設計において他メーカーに余り見られない幾つかの特徴を備えていた。
- 閉鎖機構（英語版）

SKBは伝統的に元折式二連銃の機関部にはボックスロック・アクションを採用していたが、閉鎖機構には「ダブル・ロッキング」と呼称する構造を採用していた。水平二連銃や単身銃ではジェームス・パーディ・アンド・サンズが発明し、水平二連銃でもっとも普遍的に使われるようになった二段ダボ方式を用いていたが、上下二連銃ではW.W.グリーナーが発明したクロスボルトを用いた横栓三重止めを下敷きに、ダボ側の横栓を省略したものを採用した。そのため、SKBの上下二連は機関部に差し込まれる銃身下部のダボこそ存在しているものの、明確な閉鎖機構は機関部上端のクロスボルト1本のみという特異な構造となっている。グリーナーの原設計やメルケルでは、クロスボルトが噛み合う銃身上部側のダボは1本であるが、SKBのダブル・ロッキングではこのダボを2本に増やす事で固定の強化が図られていた。通常、グリーナー式クロスボルトは非常に高価な価格帯の二連散弾銃か、二連小銃位にしか採用されていなかった為、普及価格帯のグレードから全面採用していたSKBは稀有な存在であった。
- 撃鉄（英語版）ばね

SKBは他の多くのメーカーがコイルばねを採用していく中、上下二連銃の撃鉄ばねに一貫して松葉ばねを採用し続けていた事でも著名である。松葉ばねはコイルばねと比較して高価で破損しやすく、万一折損した場合撃鉄が全く動作しなくなってしまう欠点があるが、ロックタイムが短く応答性も良い事から、一般的にはペラッツィやピエトロ・ベレッタの高級価格帯の射撃競技銃などにしか採用されていなかったが、SKBは新SKB M505などの安価な価格帯の狩猟用上下二連銃にも松葉ばねを採用しており、こうした商品展開の姿勢はイギリスやニュージーランドでも非常に高く評価されていた。
- 着脱式引金機構

SKBは1979年にクレー射撃競技向けのSKB M5000シリーズを導入した際、同シリーズの上位モデル、M5700に松葉ばねの交換作業や注油などのメンテナンスに適した着脱式引金機構を国産メーカーで初めて採用した。事実上機関部のほぼ全てを着脱可能な構造は、水平二連銃のサイドロック構造など極めて高価な価格帯の散弾銃にしか採用されていなかったが、新SKB M5000は入門価格帯の商品は30万円前後と比較的安価であった。なお、ベレッタ DT-10などは、開閉レバーを通常とは異なる手順で操作する事により引金機構を着脱する手法を採っているが、SKBはドライバーや硬貨で容易に着脱可能なマイナスねじ1本で引金機構を固定するという、ある意味クレバーな手法で着脱構造を実現していた。そのため、新SKB M5000シリーズ及び2000年代に導入された新SKB MJシリーズなどの着脱引金モデルは、他社の狩猟用上下二連では一般的な開閉レバーと連動する自動安全装置などは実装されておらず、薬室の閉鎖はクロスボルトの至近に設けられたリテーナー・ボタンが銃身によって押し込まれているか否かのみでしか判定されない構造のため、閉鎖が不完全でも撃鉄を落とす事が可能であるなど、ガン・セイフティの面ではやや難があるものでもあった。
- 銃身切替機構

SKBは狩猟向け水平二連及び上下二連の銃身切替機構(バレル・セレクター)には、伝統的に引金の根本に半自動式散弾銃やポンプアクションのクロスボルト式安全装置に類似した、クロスボルト式の切替器を配置していた。水平二連銃の場合は左から右に押し込むと右銃身、右から左に押し込むと左銃身となり、上下二連銃の場合は左から右に押し込むと下銃身、右から左に押し込むと上銃身となり、クロスボルト式安全装置を持つ半自動式散弾銃やポンプアクションが広く普及していた米国では、人間工学上直感的な操作が行い易い仕組みでもあった。なお、通常は他メーカーでは開閉レバーの後方に設けられる事が多い安全装置が銃身切替器を兼ねている事が多く、引金付近に銃身切替器を配置しているメーカーは、ドイツのメルケルやクリコフなどごく少数しか存在しなかった。
- ガス圧作動機構

SKBが1972年以降導入したガス圧作動式半自動散弾銃では、管状弾倉の外側に円筒形のガスピストンを設ける、レミントンM1100と類似したアウターピストン構造が採用されたが、SKBではガス圧力の調整(ガス・レギュレーター)に他社の半自動銃で主流であった自動調整システムではなく、Hi-Lo 2段の手動切替機構を採用した。「ユニバーサル・オートマチック・ガスシステム」と称されたこの切替機構は3インチ長の薬室を持つ銃身に採用されており、管状弾倉に差し込まれるバレルリングのガスポート部に隣接して取り付けられていた為、先台を外すか先台に調整穴が開けられているモデルでは穴にマイナスドライバーなどを差し込む事で任意に切替を行えた。
アウターピストン構造は、フジ スーパーオートやベレッタ A300などのように管状弾倉の内側にガスピストンを設けるインナーピストン構造と比較して、発射ガスのシーリングが難しくガス漏れが多くなりがちな欠点があるが、延長弾倉の装着による装弾数増加に容易に対応できる利点がある。ガス漏れが多いと装薬量の少ない装弾で機関部を正常に回転させる事が難しくなるため、レミントンをはじめ、アウターピストン構造を採用する多くの半自動散弾銃メーカーは、「軽量装弾からマグナム装弾まで無調整で回転させる」という命題を実現する為に、アウターピストンと管状弾倉の密着性を高めるゴム製のOリングを装着する事で対処を行っていた。Oリングは定期交換部品であり、油分が付着した状態でガスの高熱が掛かると容易に膨張や変形を起こしたため、頻繁な清掃や交換が必要とされた。
しかしSKBはガス・レギュレーターを敢えて手動切替式とする事で、「無調整で全ての装弾で機関部を回転させる」という命題そのものを最初から放棄するという大胆な手法を採用しており、1972年の登場時点で「マグナム装弾を使用する場合はその都度ガス・レギュレーター(規制子)の切り替えを要するが、代わりに製品ライフサイクルの期間メンテナンスフリーである事を約束する」と市場と消費者に対して宣言していた程であり、実際に1981年にはギネス世界記録「The Most Clay Targets Shot in One Hour(1時間当たりクレー撃墜数)」トラップ射撃部門において、ニュージーランドのグラハム・ダグラス・ギアターが新SKB M1900 5連発ガスオートを用い、1時間当たり2,246枚という当時の世界記録(米国・1,735枚)を大きく上回る新記録を叩き出している。
手動切替式のガス・レギュレーターは64式7.62mm小銃など軍用制式小銃では主流の構造であり、SKBは1996年から2002年に掛けて短期間製造した新SKB MJG及びウェザビー SASを除いては基本的にこの構造を最後まで堅持し続けた。